# Strzelectwo na Letnich Igrzyskach Olimpijskich 1908 – karabin małokalibrowy leżąc, 50 i 100 jardów
Strzelanie z karabinu małokalibrowego leżąc z 50 i 100 jardów, było jedną z konkurencji strzeleckich na Letnich Igrzyskach Olimpijskich 1908. Zawody odbyły się w dniu 11 lipca. W zawodach uczestniczyło 19 zawodników z 5 państw.
Każdy zawodnik oddał 80 strzałów, po 40 z 50 i 100 jardów. Za celny strzał można było uzyskać 5 punktów. Łączna liczba punktów do zdobycia przez zawodnika wynosiła 400.
Każde państwo mogło wystawić maksymalnie 12 zawodników. Ze względu na opóźnienia w przyjeździe Barnes'a zarejestrowano na jego miejsce Plater'a. Barnes jednak przybył i Wielka Brytania miała 13 zawodników w tej konkurencji. Ze względu na zamieszanie w trakcie konkursu wystartowało 13 zawodników. Plater zdobył 391 punktów, co dawało mu pierwsze miejsce i rekord. Jego wyniki zostały jednak anulowane, a on sam zdyskwalifikowany.

## Wyniki
| Miejsce | Zawodnik               | Wynik     | Wynik      | Wynik        |
| Miejsce | Zawodnik               | 50 jardów | 100 jardów | Łączny wynik |
| ------- | ---------------------- | --------- | ---------- | ------------ |
| 1       | Arthur Carnell         | 192       | 195        | 387          |
| 2       | Harry Humby            | 197       | 189        | 386          |
| 3       | George Barnes          | 189       | 196        | 385          |
| 4       | Maurice Matthews       | 195       | 189        | 384          |
| 5       | Edward Amoore          | 194       | 189        | 383          |
| 6       | William Pimm           | 192       | 187        | 379          |
| 7       | Albert Taylor          | 189       | 187        | 376          |
| 8       | Harold Hawkins         | 185       | 189        | 374          |
| 9       | Jack Warner            | 191       | 182        | 373          |
| 10      | Vilhelm Carlberg       | 184       | 186        | 370          |
| 10      | Arthur Wilde           | 194       | 176        | 370          |
| 12      | James Milne            | 182       | 186        | 368          |
| 13      | André Mercier          | 178       | 188        | 366          |
| 14      | William Milne          | 183       | 180        | 363          |
| 15      | Jeorjos Orfanidis      | 180       | 177        | 357          |
| 16      | William Hill           | 183       | 171        | 354          |
| 17      | Léon Tétart            | 176       | 174        | 350          |
| 18      | Johan Hübner von Holst | 172       | 177        | 349          |
| 19      | Henri Bonnefoy         | 147       | 157        | 304          |
| –       | Philip Plater          | 195       | 196        | 391          |